# San Bernardo del Viento
San Bernardo del Viento è un comune della Colombia facente parte del dipartimento di Córdoba.
Il centro abitato venne fondato da Antonio de La Torre y Miranda nel 1776, mentre l'istituzione del comune è del 1931.